# Пуач, Дако
Дако «Дуле» Пуач (серб. Дако "Дуле" Пуач; 27 ноября 1919, Крушево, около Славонски-Пожеги — 17 декабря 1994, Белград) — военачальник времён Народно-освободительной войны Югославии, генерал-подполковник ЮНА, Народный герой Югославии.

## Биография
Родился 27 ноября 1919 года в селе Крушево (ныне община Брестовац) у Славонски-Пожеги в семье славонских сербов. Окончил начальную школу в Стрежевице. Занимался земледелием. Накануне Апрельской войны проходил срочную службу в рядах Югославской королевской армии, после капитуляции бежал в свою деревню. С первых дней войны в партизанском движении, сотрудничал с Йовой «Црни» Милановичем и действовал в районах Бучья и Каменска. Сотрудничал с Джиро Дропуличем, которому помогал во время боёв за Каменску. С осени 1941 года в Славонском партизанском отряде, командир роты. Участник боёв за Горню-Врховицу и Нежице.
С середины 1942 года Пуач командовал батальоном, а в том же году стал заместителем командира 20-й славонской бригады. Сражался в её составе за Вочин, во время второго нападения, длившегося шесть дней, взяла вражескую крепость. Бойцы Пуача отразили ряд атак в ходе битвы. В том же 1942 году Пуач стал членом коммунистической партии.
В мае 1943 года Пуач был назначен командиром 21-й славонской бригады в 28-й славонской дивизии. Ранен в январе 1944 года у Подворицы, лечился в Италии до августа, был на грани инвалидности. После возвращения стал заместителем командира 47-й сербской дивизии, в ноябре того же года назначен командиром 24-й сербской дивизии. Сражался на Сремском фронте.
После войны командовал дивизией, штабом и корпусом. Окончил в 1949 году Высшую военную академию. Генерал-подполковник ЮНА. Кавалер орденов и медалей (в т.ч. Народный герой Югославии по указу от 20 декабря 1951 и кавалер ордена Креста Грюнвальда II класса).
Умер 17 декабря 1994 в Белграде.